# Teoria del flogisto

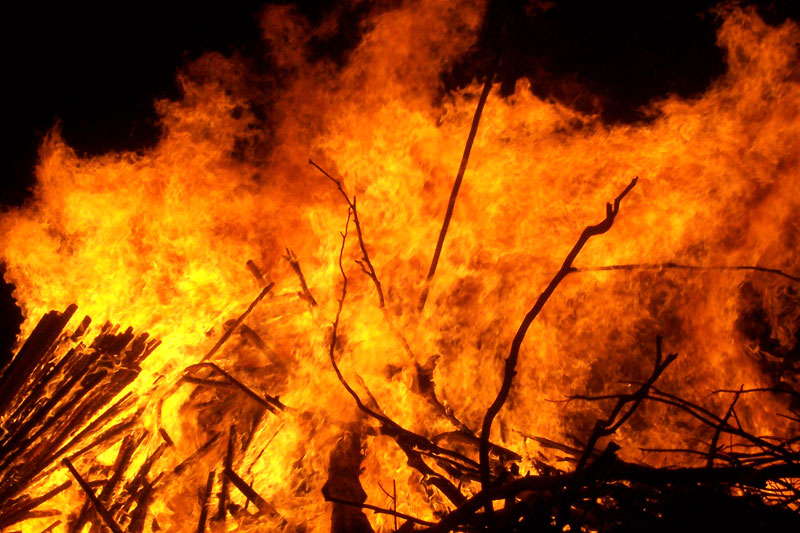
La teoria del flogisto fu uno dei primi tentativi, nel XVII secolo, di spiegare i processi di ossidazione e combustione

La teoria del flogisto sulla combustione dei materiali è una teoria elaborata nel XVII secolo con l'intento di spiegare i processi di ossidazione e combustione, successivamente smentita e abbandonata dopo che fu resa pubblica la legge della conservazione della massa di Antoine Lavoisier.
La teoria in sostanza sostiene che i materiali combustibili e metalli arroventati si trasformavano in "calci" (oggi diremmo semplicemente che si ossidano) producendo durante il processo di combustione o di calcinazione, il "flogisto", un misterioso principio di infiammabilità o principio solforoso.
Tale teoria di un principio di infiammabilità fu elaborata inizialmente dal chimico tedesco Johann Joachim Becher (1635-1682) e successivamente sviluppata e formulata dal connazionale Georg Ernst Stahl (1660-1734), grande medico appassionato di chimica, che nel 1697 la propose nel suo libro Zymotechnia fundamentalis sive fermentationis theoria generalis (trad.: Zimotecnia fondamentale ovvero teoria generale della fermentazione).

## Teoria

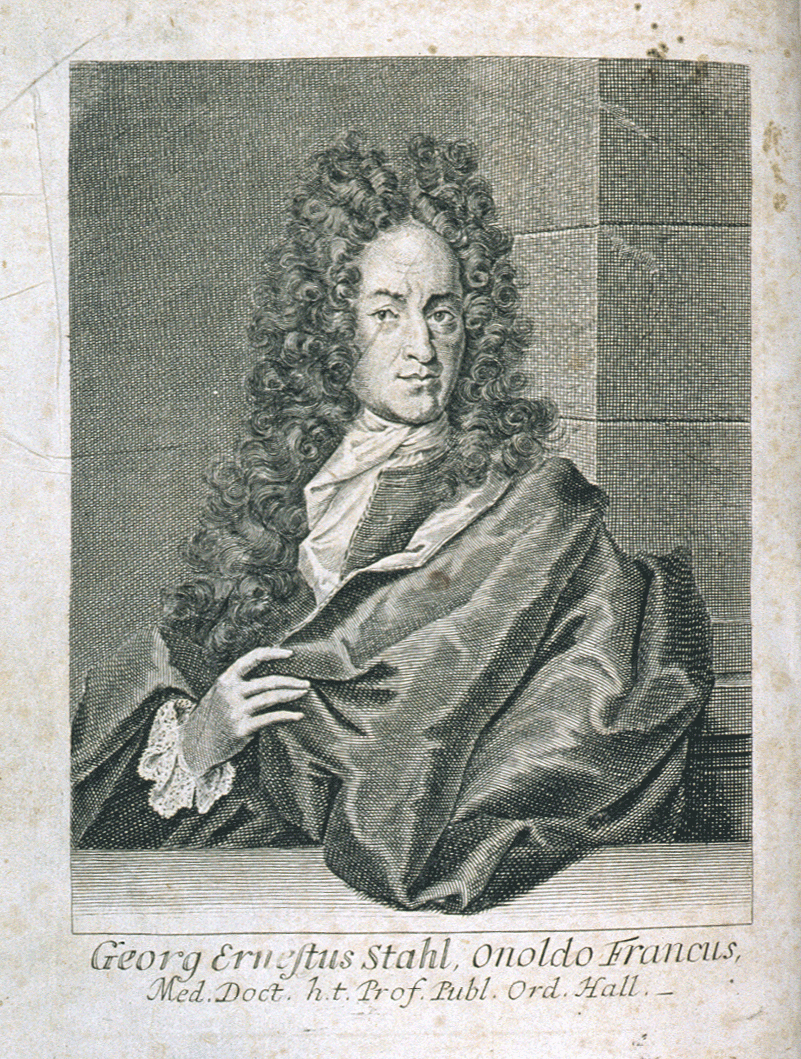
Georg Ernst Stahl (1660 - 1734), padre della teoria del flogisto

Secondo la chimica moderna la combustione può essere schematizzata come segue:
combustibile + comburente → prodotti + energia
Nella teoria del flogisto invece si proponeva:
carbone → ceneri + flogisto
Secondo Stahl tutte le sostanze che bruciano sono ricche di flogisto (dal termine greco φλόξ, -ογός indicante fiamma). Riteneva che i metalli fossero ricchi di flogisto mentre le calci, gli attuali ossidi, ne fossero privi.
Le fasi salienti della sua teoria erano le seguenti:
1. ogni materiale infiammabile contiene flogisto;
2. quando una di tali sostanze brucia, perde la sua componente flogistica;
3. il fuoco individua il rapido passaggio del flogisto all'esterno della sostanza.

Questa teoria ebbe molto successo perché permetteva di spiegare l'ottenimento dei metalli dalle calci. Il carbone, ricco di flogisto, ne donava durante la combustione alla calce, l'ossido, che si trasformava in metallo. L'aria aveva un'utilità indiretta in quanto serviva da mediatore, catturava il flogisto in uscita dalla legna per passarlo alla calce. In pratica, tra il metallo e il flogisto s'affermava la seguente relazione:
calce + flogisto → metallo
La relazione che Stahl individuò, tra ossigeno e flogisto, è la seguente:
- aggiungere ossigeno = togliere flogisto
- togliere ossigeno = aggiungere flogisto

Nel XVII secolo la transizione tra alchimia e scienze chimiche vere e proprie era ancora in corso; moltissimi concetti che oggi daremmo per scontati, quali pressione, temperatura o fasi della materia, non erano ancora affatto compresi.

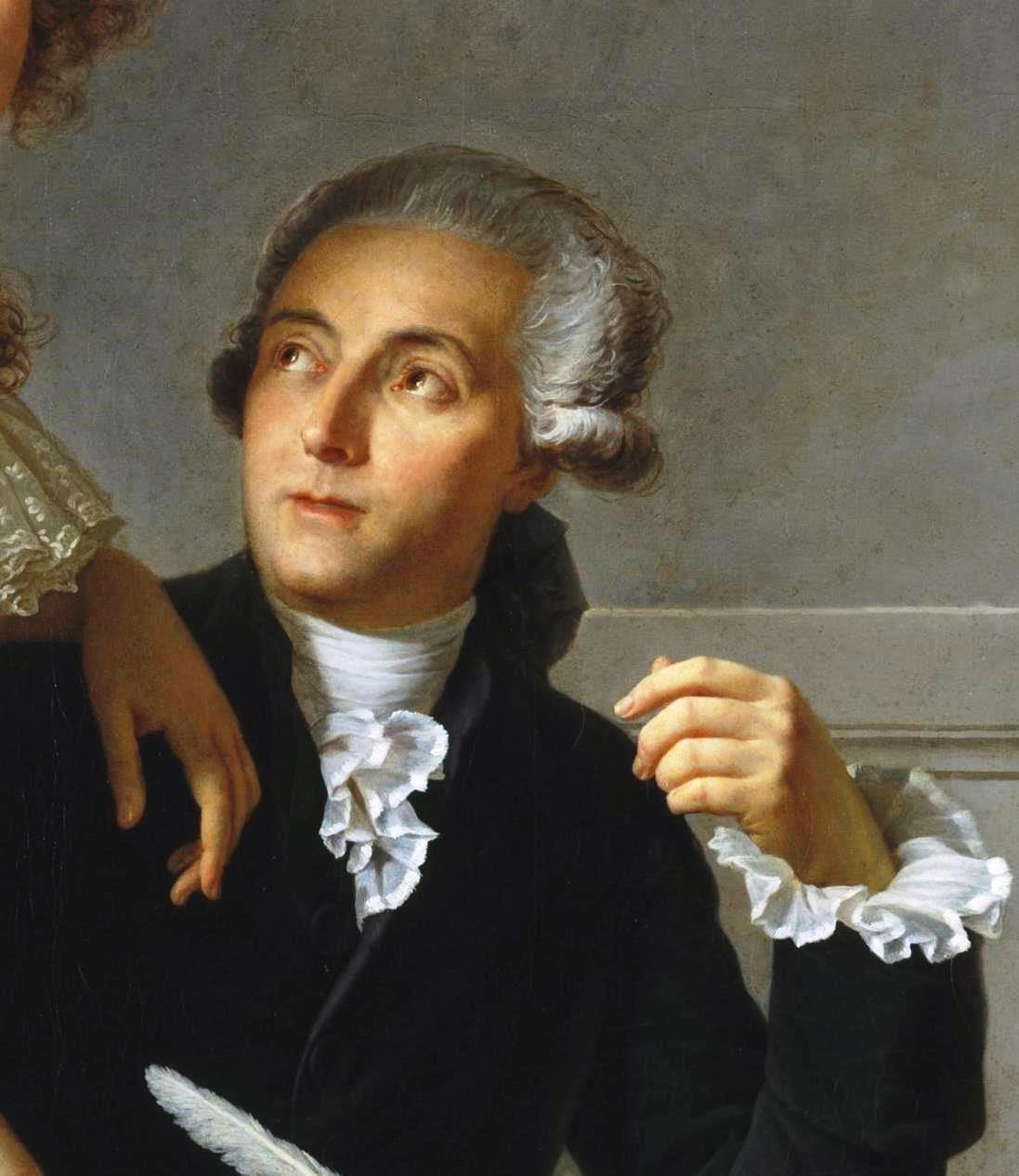
Antoine Lavoisier confutò la teoria del flogisto in Réflexions sur la Phlogistique, 1783

Nonostante sia oggi riconosciuta come completamente sbagliata, la teoria del flogisto per un certo tempo provvide un'ipotesi di lavoro che in apparenza spiegava molti fenomeni naturali.
Non stupisce quindi che la teoria del flogisto apparisse allora così chiara e perfetta da essere catalogata come una delle più grandi scoperte dell'epoca, rimanendo nella mente e nelle teorie dei chimici per quasi un secolo, nonostante vi fossero comunque alcune autorevoli opinioni decisamente critiche come quelle del medico olandese Hermann Boerhaave (1668-1738). Egli giustamente rilevava che la teoria del flogisto era in contraddizione con l'aumento di peso delle calci (se il metallo perdeva flogisto la calce avrebbe dovuto essere più leggera): per salvare la teoria da queste osservazioni vi fu persino chi ipotizzò un "peso negativo" del flogisto.
Già nel 1753 Mikhail Lomonosov dimostrò l'infondatezza di tali idee, ma fu solo nel 1789 che Antoine-Laurent Lavoisier con l'enunciazione della legge della conservazione della massa, all'interno del "Traité élémentaire de Chimie", fu in grado di confutare in maniera chiara questa teoria.